# Верешть (комуна, Сучава)
Верешть, Верешті (рум. Verești) — комуна у повіті Сучава в Румунії. До складу комуни входять такі села (дані про населення за 2002 рік):
- Бурсучень (1529 осіб)
- Верешть (1532 особи) — адміністративний центр комуни
- Корокеєшть (2977 осіб)
- Ханча (1071 особа)

Комуна розташована на відстані 353 км на північ від Бухареста, 14 км на схід від Сучави, 100 км на північний захід від Ясс.

## Населення
За даними перепису населення 2002 року у комуні проживали 7109 осіб.
Національний склад населення комуни:
| Національність | Кількість осіб | Відсоток |
| -------------- | -------------- | -------- |
| румуни         | 6618           | 93,1%    |
| цигани         | 491            | 6,9%     |

Рідною мовою назвали:
| Мова      | Кількість осіб | Відсоток |
| --------- | -------------- | -------- |
| румунська | 6617           | 93,1%    |
| циганська | 491            | 6,9%     |
| німецька  | 1              | < 0,1%   |

Склад населення комуни за віросповіданням:
| Релігія            | Кількість осіб | Відсоток |
| ------------------ | -------------- | -------- |
| православні        | 6010           | 84,5%    |
| п'ятдесятники      | 491            | 6,9%     |
| бретрени           | 465            | 6,5%     |
| баптисти           | 109            | 1,5%     |
| адвентисти         | 27             | 0,4%     |
| лютерани           | 1              | < 0,1%   |
| не релігійні       | 1              | < 0,1%   |
| атеїсти            | 1              | < 0,1%   |
| не вказали релігію | 2              | < 0,1%   |

## Зовнішні посилання
- Дані про комуну Верешть на сайті Ghidul Primăriilor